# Али, Рашид
Рашид Али (англ. Rashied Ali; урождённый Роберт Паттерсон англ. Robert Patterson; 1 июля 1933 — 12 августа 2009) — американский фри-джазовый и авангардный барабанщик, который был наиболее известен по выступлениям с Джоном Колтрейном в последние годы его жизни.

## Биография

### Ранний период жизни
Паттерсон родился и вырос в Филадельфии, штат Пенсильвания. Его семья была музыкальной; его мать пела с Джимми Лансфордом. Его брат, Мухаммед Али, также является барабанщиком, игравшим с Альбертом Эйлером. Али, его брат и его отец приняли ислам.
Начав как пианист, он в конечном итоге перешёл на барабаны, через трубу и тромбон. Он вступил в армию США и играл с военными оркестрами во время Корейской войны. После службы в армии он вернулся домой и учился у Филли Джо Джонса, затем гастролировал с Сонни Роллинзом.

### Карьера
В 1963 году Али переехал в Нью-Йорк, где работал в группах с Биллом Диксоном и Полом Блеем:171. Он должен был стать вторым барабанщиком вместе с Элвином Джонсом во фри-джазовом альбоме Джона Колтрейна «Ascension», но он выбыл как раз перед началом записи. Колтрейн не стал его заменять и остановился на одном барабанщике. Али записывался с Колтрейном, начиная с 1965 года в альбоме «Meditations».
Среди его заслуг — последняя записанная работа Колтрейна (The Olatunji Concert) и Interstellar Space, альбом дуэтов, записанный ранее в 1967 году. Али «стал важным в стимулировании самых авангардных видов джазовой деятельности», играя то, что Колтрейн описал как «разнонаправленные ритмы». После смерти Колтрейна Али выступал с его вдовой, пианисткой Элис Колтрейн. В начале 1970-х он управлял Ali’s Alley, лофт-клубом в Нью-Йорке, и основал свой собственный лейбл «Survival Records».

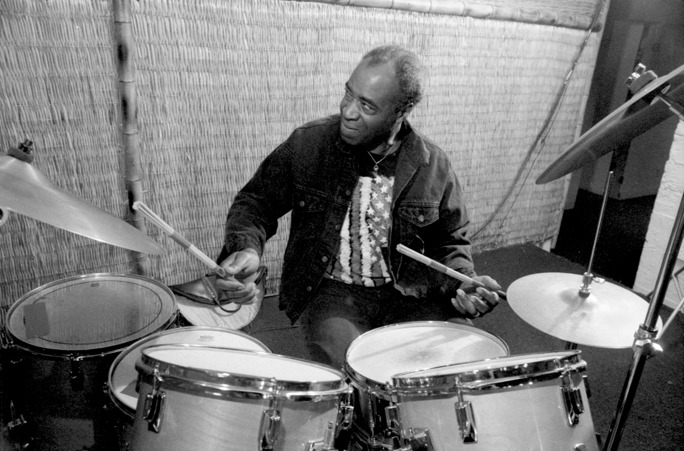
Али в дуэте с Билли Бэнгом в галерее Koncept Cultural Gallery, Окленд, Калифорния, 26 июля 1991 года

Он был приглашенным артистом в Уэслианский университет, спонсируемым Клиффордом Торнтоном. Али также недолгое время формировал неджазовую группу «Purple Trap» с японским экспериментальным гитаристом Кейдзи Хайно и джаз-фьюжн басистом Биллом Ласвеллом. В марте 1999 года звукозаписывающей компанией Tzadik Records был выпущен их альбом Decided…Already the Motionless Heart of Tranquility, Tangling the Prayer Called «I».
В 1980-х он был участником «Phalanx», группы с гитаристом Джеймсом Бладом Ульмером, тенор-саксофонистом Джорджем Адамсом и басистом Сироном.
В 1985 году Али выступал с группой There Goes the Neighborhood вместе с Жако Пасториусом, Йормой Кауконеном, Дугом МакКлином, Уити Мелвином и Беном Прево. С 1997 по 2003 год он много играл с Тисиджи Муньосом в группе, в которую обычно входил Фэроу Сандерс.
Хотя Али известен своей работой в джазе, он внес вклад в другие экспериментальные формы искусства, включая мультимедийные выступления с «Gift of Eagle Orchestra и Cosmic Legends», выступления, такие как «Devachan and the Monads», «Dwarf of Oblivion», которые проходили в «The Kitchen Center for Performance Art», и дань памяти Джону Кейджу в Центральном парке Нью-Йорка. Среди других артистов оркестра и Cosmic Legends были Хейс Гринфилд (саксофон), Перри Робинсон (кларнет), Уэйн Лопес (гитара), Дэйв Дуглас (трубач), Глория Тропп (вокал), Луиза Ландес Леви (саранги), режиссёр/пианистка Сильви Дегье, а также поэты и актёры Айра Коэн, Тейлор Мид и Джудит Малина.

### Дальнейшая жизнь
В последние годы жизни Али руководил собственным квинтетом. В феврале 2005 года был записан двойной альбом под названием «Judgment Day», который включал в себя включает в себя
Джумаане Смит на трубе, Лоуренс Кларк на тенор-саксофоне, Грег Мёрфи на фортепиано и Йорис Теепе на басу. Этот альбом был записан в собственной студии Али «Survival Studio», которая существует с 1970-х годов.
Помимо своей концертной деятельности, Али был наставником молодых барабанщиков, таких как Мэтт Смит.
В 2007 году Али записал альбом «Going to the Ritual» в дуэте с басистом и скрипачом Генри Граймсом, а вторая дуэтная запись находилась в стадии пост-продакшна в момент смерти Али. Али и Граймс также отыграли пять дуэтных концертов вместе между 2007 и 2009 годами и шестой концерт в июне 2007 года с пианисткой Мэрилин Криспелл. Али является приглашенным барабанщиком в альбоме Азара Лоуренса «Mystic Journey», записанном в апреле 2009 года и выпущенном в мае 2010 года.

### Смерть
Рашид Али умер в возрасте 76 лет в больнице Манхэттена после перенесённого сердечного приступа. У него остались жена Патрисия и трое детей.

## Дискография

### Как лидер или соруководитель
- 1973 — Duo Exchange (Survival, переиздано Knit Classics) с Фрэнком Лоу
- 1973 — Rashied Ali Quintet (Survival, переиздано Knit Classics) с Джеймсом Улмером =
- 1973 — New Directions in Modern Music (Survival, переиздано Knit Classics) с Карлосом Уордом, Фредом Симмонсом, Стеффордом Джеймсом
- 1976 — Moon Flight (Survival, переиздано Knit Classics)
- 1976 — N.Y. Ain’t So Bad (Survival, переиздано Knit Classics)
- 1976 — Swift Are the Winds of Life (Survival, переиздано Knit Classics) с Лероем Дженкинсом
- 1989 — Rashied Ali in France (Blue Music Group)
- 1994 — Island Universe (Soul Note) с Джеффом Палмером, Артуром Блайтом, и Джоном Аберкромби
- 1996 — The October Revolution (Evidence) с Джо Макфи, Борой Бергманом, и Уилбером Моррисом
- 1997 — Live (Zero In) с Иво Перельманом и Уильямом Паркером
- 1999 — Rings of Saturn (Knitting Factory), дуэт с тенором-саксофонистом Луи Белогенисом
- 1999 — Decided… Already the Motionless Heart of Tranquility, Tangling the Prayer Called «I» (Tzadik) с Purple Trap (Билл Ласвелл, Кейдзи Хайно, Али)
- 2001 — Live at Tonic (DIW) с Уилбером Моррисом и Луи Белогенисом
- 2001 — Deals, Ideas & Ideals (Hopscotch) с Петером Ковальдом и Асифом Цахаром
- 2001 — No One in Particular (Survival) с квинтетом Рашид Али
- 2004 — The Dynamic Duo Remember Trane and Bird (Ayler) c Артуром Рэймсом
- 2006 — Judgment Day Vol. 1 (Survival) с квинтетом Рашид Али
- 2006 — Judgment Day Vol. 2 (Survival) с квинтетом Рашид Али
- 2008 — Going to the Ritual (Porter) с басистом Генри Граймсом
- 2009 — At the Vision Festival (Blue Music Group) с Грегори Тарди, Джеймсом Хертом, Омером Авиталем
- 2009 — Eddie Jefferson at Ali’s Alley (Blue Music Group) с Эдди Джефферсоном
- 2009 — Cutt’n Korners (Blue Music Group) с Грэг Тарди, Антуаном Дреем и Абрахамом Бёртоном
- 2009 — Live in Europe (Survival) с квинтетом Рашид Али
- 2010 — Spirits Aloft (Porter) с басистом Генри Граймсом
- 2020 — First Time Out: Live at Slugs 1967 (Survival) с квинтетом Рашид Али

С афроалгонкином (Ли Рози, Рик Рози, Али)
- 1980 — Afro Algonquin (Moers)

с Any Means (Чарльз Гейл, Уильям Паркер, Ali)
- 1993 — Touchin' on Trane (FMP)
- 2008 — Live at Crescendo (Ayler Records)

с Prima Materia
- 1994 — Peace on Earth: The Music of John Coltrane (Knitting Factory) с гостями Джоном Зорном, Алланом Чейзом
- 1995 — Meditations (Knitting Factory)
- 1995 — Bells (Knitting Factory)
- 2009 — Configurations: The Music of John Coltrane (Blue Music Group)

### Как сайдмен
с Гэри Бартцом
- Home! (Milestone, 1970)

c Петером Бретцманном
- Songlines (FMP, 1994)

c Michael Bocian
- Go Groove (1991)

c Мэрионом Брауном
- Marion Brown Quartet (1966)
- Why Not? (1968)

c Элис Колтрейн
- A Monastic Trio (1968)
- Huntington Ashram Monastery (1969)
- Journey in Satchidananda (1970)
- Universal Consciousness (1971)

с Джоном Колтрейном
- Meditations (Impulse!, 1965)
- Live at the Village Vanguard Again! (Impulse!, 1966)
- Live in Japan (Impulse!, 1966)
- Offering: Live at Temple University (Resonance, 1966)
- Interstellar Space (Impulse!, 1967)
- Stellar Regions (Impulse!, 1967)
- Expression (Impulse!, 1967)
- The Olatunji Concert: The Last Live Recording (Impulse!, 1967)
- Cosmic Music (Impulse!, 1968)

с Хэл Галпер
- Art Work (Origin, 2009)

с Рудольфом Греем
- Implosion '73 (New Alliance, 1991)
- Mask of Light (New Alliance, 1991)

с John Lewis Sound
- Get to This Y’all! (Miles Ahead, 2003)

с Джеки МакЛин
- Bout Soul (Blue Note, 1967)

с Тисиджи Муньосом
- The River of Blood (Anami Music, 1997)
- Present Without A Trace (Anami Music, 1997)
- Spirit World (Anami Music, 1997)
- Presence of Truth (Anami Music, 1999)
- Presence of Joy (Anami Music, 1999)
- Presence of Mastery (Anami Music, 1999)
- Breaking the Wheel of Life and Death (Anami Music, 2000)
- Parallel Reality (Anami Music, 2000)
- The Hu-Man Spirit (Anami Music, 2001)
- Shaman-Bala (Anami Music, 2002)
- Divine Radiance (Anami Music, 2003)
- Divine Radiance Live! (Anami Music, 2013)
- Paul Shaffer Presents: Tisziji Muñoz — Divine Radiance Live! DVD (Anami Music, 2013)
- Sky Worlds (Anami Music, 2014)

с Дэвидом Мюрреем
- Body and Soul (1993)

с Phalanx
- Original Phalanx (DIW, 1987)
- In Touch (DIW, 1988)

с Генри Роллинзом
- Everything (Thirsty Ear, 1996)

с квинтетом Saheb Sarbib
- It Couldn’t Happen Without You (Soul Note, 1984)

с Арчи Шеппом
- On This Night (Impulse, 1965)

с Аланом Шортером
- Orgasm (Verve, 1968; reissued in 1969 as Parabolic)

с Эндрю Стерманом
- Blue Canvas with Spiral (Breath River, 2003)

с Stoker
- Syncopate (Douglas Music, 1997)

с Йорис Теепе Биг-бенд
- We Take No Prisoners (Challenge, 2009)

с Джеймс Блад Ульмером
- Music Speaks Louder Than Words (DIW, 1996)

с Фрэнком Райтом
- Blues for Albert Ayler (ESP-Disk, 2012)